# André-Pierre Gignac
André-Pierre Gignac (Martigues, 5 dicembre 1985) è un calciatore francese, attaccante del Tigres UANL. Con la nazionale francese è stato vicecampione d'Europa nel 2016.

## Biografia
Gignac è figlio di Corine, di origini gitane, e Gerald, che in seguito divorziarono È inoltre il cugino di Yohan Mollo e di Jacques Abardonado, entrambi calciatori professionisti. Ha avuto cinque figli, Leonard e André-Pierre Jr. dalla sua prima moglie Stephanie dalla quale ha divorziato, e poi Grace, Eden e Mavy dall'attuale moglie Deborah.

## Caratteristiche tecniche
Come ruolo gioca nella posizione di punta centrale, possiede rapidità, forza e senso della posizione. Il suo piede forte è il destro, è capace di calciare la palla con notevole potenza, il suo tiro è molto preciso tanto che è capace di segnare tirando pure da fuori area, oltre a essere bravo anche nel colpo di testa. È capace di trovare la rete sia con i rigori che con le punizioni. Possiede una buona agilità che gli consente alle volte di fare gol attraverso la volée.

## Carriera

### Club

#### Lorient e Pau
Gignac ha iniziato la carriera nelle squadre locali della sua città natale, in particolare ES Fos e FC Martigues, prima di unirsi al FC Lorient gioventù academy nel 2002. Ha debuttato con il Lorient in Ligue 2 il 13 agosto 2004, al minuto 78º sul punteggio di 1–1 contro LB Châteauroux. In pochi secondi segna il gol che fissa il punteggio sul 2 a 1 regalando al Lorient la vittoria.
La stagione seguente il Lorient raggiunge la promozione nella Ligue 1, senza André-Pierre che viene prestato durante il mercato invernale al Pau FC (Championnat de France National), dove totalizza 8 gol in 18 presenze.
Al suo ritorno al Lorient nella stagione 2006-2007 di Ligue 1 ha totalizzato 37 presenze e 9 gol. Il gol d'esordio lo segna durante la prima giornata contro i rivali storici del Nantes solamente dopo 27 minuti.

#### Tolosa
Nel giugno 2007 si trasferisce al Tolosa per 4,5 milioni di euro; nella stagione 2007-2008 ha collezionato 28 presenze e solo 2 reti. La stagione successiva è nettamente più proficua. Gignac colleziona 38 presenze, segnando 24 reti e laureandosi capocannoniere della Ligue 1. Con i bianco-viola esordisce anche in Champions League ed Europa League, entrando tra l'altro nel giro della nazionale.

#### Olympique Marsiglia
Il 20 agosto 2010 Jean-Claude Dassier annuncia il trasferimento del calciatore all'Olympique Marsiglia.
La sua prima annata con l'OM non è però del tutto soddisfacente, con il giocatore che riesce a segnare soltanto 8 reti. All'inizio della sua seconda stagione a Marsiglia viene relegato per una settimana nella squadra riserve per aver contestato l'allenatore Didier Deschamps. Dopo il reintegro gioca con meno regolarità. Conclude la stagione 2011-2012 segnando un solo gol. Per la stagione 2012-2013 decide di cambiare numero di maglia, passando così dal 10 al 9. Conclude la stagione con 13 gol all'attivo. La stagione 2013-2014 comincia molto bene per lui: riesce infatti a mettere a segno tre reti nelle prime tre partite di campionato; conclude il campionato con 16 reti. La stagione 2014-2015 parte benissimo; segna infatti 10 reti nelle prime 10 partite di campionato.
Il 9 giugno 2015 la società annuncia che il contratto in scadenza del calciatore non verrà rinnovato, lasciandolo così svincolato.

#### Tigres
Il 18 giugno 2015 viene ingaggiato dai messicani del Tigres, con cui firma un contratto triennale.
Il 15 luglio seguente fa il suo esordio con la nuova maglia, nella semifinale di andata di Copa Libertadores sul campo dell'Internacional (1-2). La settimana successiva, nella partita di ritorno, segna il suo primo gol con il Tigres, risultando decisivo nella vittoria per 3-1 della sua squadra che permette il passaggio del turno. Nella doppia finale, però, i messicani vengono sconfitti dal River Plate. Nel 2015 vince anche il torneo di Apertura. Nei successivi quattro anni vince altri tre campionato messicani (Apertura 2016, Apertura 2017 e Clausura 2019), una Coppa (Clausura 2014), tre Supercoppe del Messico (2016, 2017 e 2018) e una Campeones Cup (2018).
Nel 2020 si rivela decisivo per la vittoria della CONCACAF Champions League, segnando il gol del 2-1 nella finale contro il Los Angeles FC. Nel febbraio 2021 partecipa alla Coppa del mondo per club FIFA: dopo la doppietta contro i sudcoreani dell'Ulsan HD (2-1) nel secondo turno, decide anche la semifinale contro il Palmeiras (1-0). In finale il Tigres viene sconfitto per 0-1 dal Bayern Monaco, ma Gignac chiude da capocannoniere della competizione con 3 reti.

### Nazionale

#### Maggiore

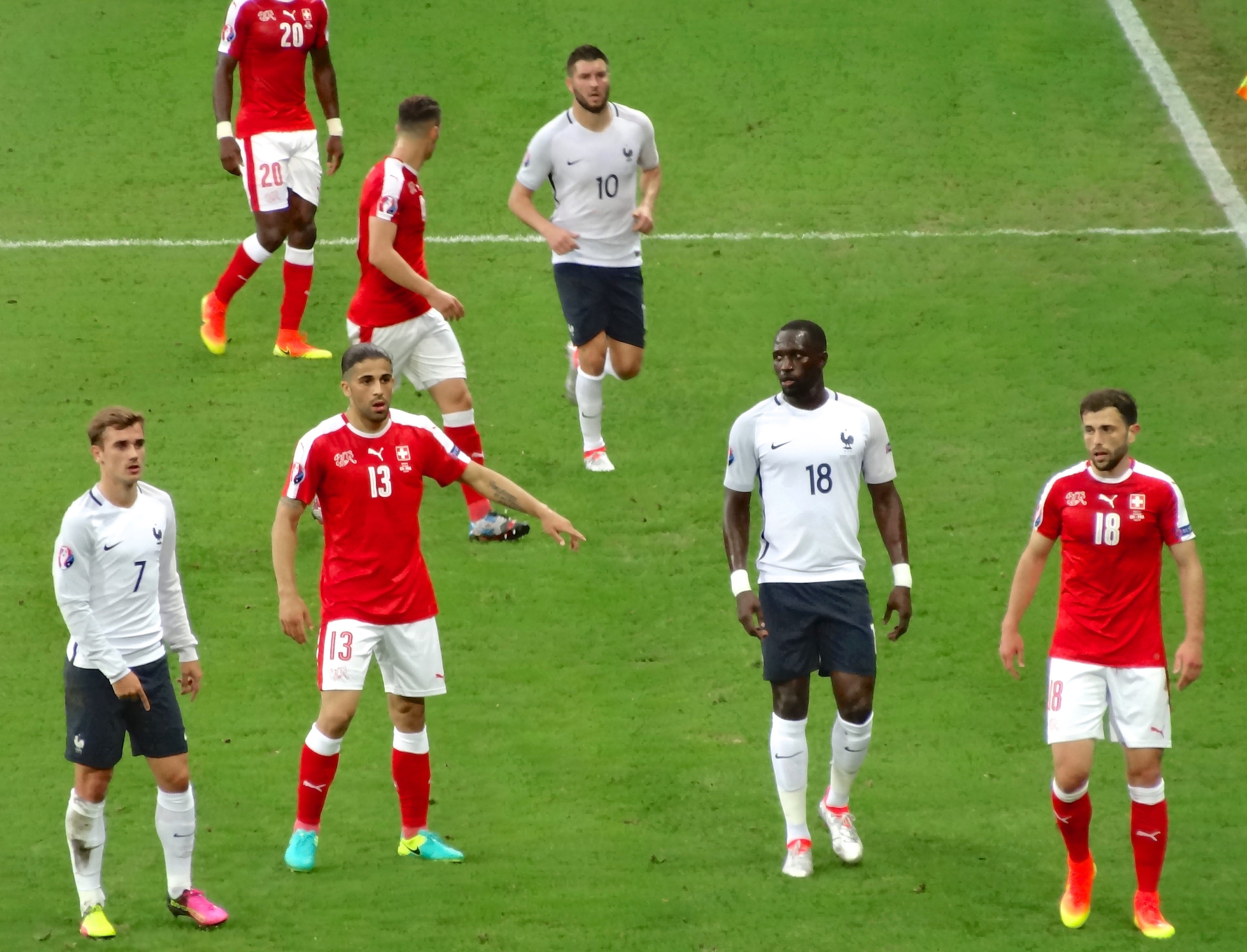
Gignac (n. 10) con la maglia della nazionale durante la partita contro la Svizzera a Euro 2016.

Ha debuttato con la Nazionale francese il 1º aprile 2009 contro la Lituania dove si rivela fondamentale per la vittoria dato che con il suo assist Franck Ribéry segna il del 1-0, nella partita valida per le qualificazioni ai Mondiali del 2010. Realizza la sua prima rete nella trasferta contro le Fær Øer nell'agosto successivo. Viene convocato per i Mondiali 2010 in Sudafrica, nei quali scende in campo in tre occasioni durante la fase a gironi. Dopo un periodo di assenza di circa tre anni, ritorna in nazionale nel 2013 grazie alla volontà del CT Didier Deschamps.
Tra il 2014 e il 2016 gioca in varie partite amichevoli, è "l'uomo partita" nella vittoria contro l'Armenia infatti con un gol e due assist vincenti ottiene una vittoria per 3-0, segna inoltre il gol del definitivo 2-0 sconfiggendo la Germania, infine segna per l'ultima volta con la nazionale maggiore prevalendo per 4-2 contro la Russia dove lui è autore di una doppietta.
Viene convocato per gli Europei 2016 in Francia ottenendo l'argento, manifestazione in cui colleziona 5 presenze (sempre da subentrato) e un assist (nella partita vinta 2-0 contro l'Albania). Prende un clamoroso palo negli ultimi minuti dei tempi regolamentari della finale giocata contro il Portogallo, partita che sarà poi vinta per 1-0 dai lusitani dopo i tempi supplementari.
Dopo l'Europeo, Gignac colleziona altre due presenze nelle partite di qualificazione ai Mondiali del 2018 di ottobre contro Bulgaria e Olanda, per non venir poi più convocato dal ct Deschamps.

#### Olimpica
Il 3 luglio 2021 viene convocato, come fuoriquota, dal commissario tecnico Sylvain Ripoll per il torneo olimpico di Tokyo 2020. Designato come capitano, esordisce con la maglia della nazionale olimpica il 16 luglio 2021, nell’amichevole vinta per 2-1 contro la Corea del Sud. Il 22 luglio, nella partita d’apertura del torneo, segna su rigore l’unica rete dei transalpini nella sconfitta per 4-1 contro il Messico. Tre gironi dopo, il 25 luglio, mette a segno una tripletta nella vittoria per 4-3 contro il Sudafrica.

## Statistiche

### Presenze e reti nei club
Statistiche aggiornate al 27 ottobre 2024.
| Stagione            | Squadra             | Campionato          | Campionato | Campionato | Coppe nazionali | Coppe nazionali | Coppe nazionali | Coppe continentali | Coppe continentali | Coppe continentali | Altre coppe | Altre coppe | Altre coppe | Totale | Totale |
| Stagione            | Squadra             | Comp                | Pres       | Reti       | Comp            | Pres            | Reti            | Comp               | Pres               | Reti               | Comp        | Pres        | Reti        | Pres   | Reti   |
| ------------------- | ------------------- | ------------------- | ---------- | ---------- | --------------- | --------------- | --------------- | ------------------ | ------------------ | ------------------ | ----------- | ----------- | ----------- | ------ | ------ |
| 2004-2005           | Lorient             | L2                  | 13         | 2          | CF+CdL          | 0+1             | 0+0             | -                  | -                  | -                  | -           | -           | -           | 14     | 2      |
| 2005-2006           | Lorient             | L2                  | 1          | 0          | -               | -               | -               | -                  | -                  | -                  | -           | -           | -           | 1      | 0      |
| 2005-2006           | Pau                 | CN                  | 18         | 8          | -               | -               | -               | -                  | -                  | -                  | -           | -           | -           | 18     | 8      |
| 2006-2007           | Lorient             | L1                  | 37         | 9          | CF+CdL          | 1+1             | 0               | -                  | -                  | -                  | -           | -           | -           | 39     | 9      |
| Totale Lorient      | Totale Lorient      | Totale Lorient      | 51         | 11         |                 | 1+2             | 0+0             |                    | -                  | -                  | -           | -           | -           | 54     | 11     |
| 2007-2008           | Tolosa              | L1                  | 28         | 2          | CF+CdL          | 1+1             | 0               | UCL+CU             | 2+5                | 0+1                | -           | -           | -           | 37     | 3      |
| 2008-2009           | Tolosa              | L1                  | 38         | 24         | CF+CdL          | 5+0             | 2+0             | -                  | -                  | -                  | -           | -           | -           | 43     | 26     |
| 2009-2010           | Tolosa              | L1                  | 31         | 8          | CF+CdL          | 0+1             | 0+1             | UEL                | 5                  | 3                  | -           | -           | -           | 37     | 12     |
| 2010-2011           | Tolosa              | L1                  | 1          | 0          | -               | -               | -               | -                  | -                  | -                  | -           | -           | -           | 1      | 0      |
| Totale Tolosa       | Totale Tolosa       | Totale Tolosa       | 98         | 34         |                 | 6+2             | 2+1             |                    | 12                 | 4                  | -           | -           | -           | 118    | 41     |
| 2010-2011           | O. Marsiglia        | L1                  | 30         | 8          | CF+CdL          | 1+2             | 0+1             | UCL                | 5                  | 3                  | SF          | -           | -           | 38     | 12     |
| 2011-2012           | O. Marsiglia        | L1                  | 21         | 1          | CF+CdL          | 1+1             | 0+1             | UCL                | 4                  | 0                  | SF          | 0           | 0           | 27     | 2      |
| 2012-2013           | O. Marsiglia        | L1                  | 31         | 13         | CF+CdL          | 3+0             | 2+0             | UEL                | 6                  | 3                  | -           | -           | -           | 40     | 18     |
| 2013-2014           | O. Marsiglia        | L1                  | 35         | 16         | CF+CdL          | 2+2             | 4+2             | UCL                | 5                  | 0                  | -           | -           | -           | 44     | 22     |
| 2014-2015           | O. Marsiglia        | L1                  | 38         | 21         | CF+CdL          | 1+0             | 2+0             | -                  | -                  | -                  | -           | -           | -           | 39     | 23     |
| Totale O. Marsiglia | Totale O. Marsiglia | Totale O. Marsiglia | 155        | 59         |                 | 8+5             | 8+4             |                    | 20                 | 6                  |             | 0           | 0           | 188    | 77     |
| 2015-2016           | Tigres UANL         | PD                  | 31+8       | 24+4       | cMX             | -               | -               | CCL+CL             | 7+4                | 4+1                | -           | -           | -           | 50     | 33     |
| 2016-2017           | Tigres UANL         | PD                  | 31+12      | 13+12      | cMX             | 0               | 0               | CCL                | 6                  | 1                  | CC          | 1           | 0           | 50     | 26     |
| 2017-2018           | Tigres UANL         | PD                  | 32+8       | 13+3       | cMX             | 3               | 2               | CCL                | 2                  | 2                  | CC          | 1           | 1           | 46     | 21     |
| 2018-2019           | Tigres UANL         | PD                  | 28+8       | 21+2       | cMX             | 0               | 0               | CCL                | 2                  | 1                  | CC+CaC      | 1+1         | 0           | 40     | 24     |
| 2019-2020           | Tigres UANL         | PD                  | 27+2       | 18+2       | cMX             | 0               | 0               | CCL                | 3                  | 2                  | LC          | 3           | 0           | 35     | 22     |
| 2020-2021           | Tigres UANL         | PD                  | 31+4       | 14+2       | -               | -               | -               | CCL                | 3                  | 4                  | Cmc         | 3           | 3           | 41     | 23     |
| 2021-2022           | Tigres UANL         | PD                  | 24+8       | 14+4       | -               | -               | -               | -                  | -                  | -                  | -           | -           | -           | 32     | 18     |
| 2022-2023           | Tigres UANL         | PD                  | 30+10      | 15+5       | -               | -               | -               | CCL                | 5                  | 2                  | -           | -           | -           | 45     | 22     |
| 2023-2024           | Tigres UANL         | PD                  | 24+4       | 13+2       | -               | -               | -               | CCL                | 6                  | 4                  | CC+LC+CaC   | 1+4+1       | 0+2+0       | 40     | 21     |
| 2024-2025           | Tigres UANL         | PD                  | 14         | 6          | -               | -               | -               | CCL                | 0                  | 0                  | -           | -           | -           | 14     | 6      |
| Totale Tigres UANL  | Totale Tigres UANL  | Totale Tigres UANL  | 272+64     | 151+36     |                 | 3               | 2               |                    | 38                 | 21                 |             | 16          | 6           | 376    | 212    |
| Totale carriera     | Totale carriera     | Totale carriera     | 658        | 299        |                 | 27              | 17              |                    | 70                 | 31                 |             | 16          | 6           | 771    | 353    |

### Cronologia presenze e reti in nazionale
| Cronologia completa delle presenze e delle reti in nazionale ― Francia | Cronologia completa delle presenze e delle reti in nazionale ― Francia | Cronologia completa delle presenze e delle reti in nazionale ― Francia | Cronologia completa delle presenze e delle reti in nazionale ― Francia | Cronologia completa delle presenze e delle reti in nazionale ― Francia | Cronologia completa delle presenze e delle reti in nazionale ― Francia | Cronologia completa delle presenze e delle reti in nazionale ― Francia | Cronologia completa delle presenze e delle reti in nazionale ― Francia |
| Data                                                                   | Città                                                                  | In casa                                                                | Risultato                                                              | Ospiti                                                                 | Competizione                                                           | Reti                                                                   | Note                                                                   |
| ---------------------------------------------------------------------- | ---------------------------------------------------------------------- | ---------------------------------------------------------------------- | ---------------------------------------------------------------------- | ---------------------------------------------------------------------- | ---------------------------------------------------------------------- | ---------------------------------------------------------------------- | ---------------------------------------------------------------------- |
| 1-4-2009                                                               | Saint-Denis                                                            | Francia                                                                | 1 – 0                                                                  | Lituania                                                               | Qual. Mondiali 2010                                                    | -                                                                      | 46’                                                                    |
| 2-6-2009                                                               | Saint-Étienne                                                          | Francia                                                                | 0 – 1                                                                  | Nigeria                                                                | Amichevole                                                             | -                                                                      | 46’                                                                    |
| 5-6-2009                                                               | Lione                                                                  | Francia                                                                | 1 – 0                                                                  | Turchia                                                                | Amichevole                                                             | -                                                                      | 46’                                                                    |
| 12-8-2009                                                              | Tórshavn                                                               | Fær Øer                                                                | 0 – 1                                                                  | Francia                                                                | Qual. Mondiali 2010                                                    | 1                                                                      |                                                                        |
| 5-9-2009                                                               | Saint-Denis                                                            | Francia                                                                | 1 – 1                                                                  | Romania                                                                | Qual. Mondiali 2010                                                    | -                                                                      | 59’                                                                    |
| 9-9-2009                                                               | Belgrado                                                               | Serbia                                                                 | 1 – 1                                                                  | Francia                                                                | Qual. Mondiali 2010                                                    | -                                                                      | 12’                                                                    |
| 10-10-2009                                                             | Guingamp                                                               | Francia                                                                | 5 – 0                                                                  | Fær Øer                                                                | Qual. Mondiali 2010                                                    | 2                                                                      | 73’                                                                    |
| 14-10-2009                                                             | Saint-Denis                                                            | Francia                                                                | 3 – 1                                                                  | Austria                                                                | Qual. Mondiali 2010                                                    | 1                                                                      | 51’                                                                    |
| 14-11-2009                                                             | Dublino                                                                | Irlanda                                                                | 0 – 1                                                                  | Francia                                                                | Qual. Mondiali 2010                                                    | -                                                                      | 91’                                                                    |
| 18-10-2009                                                             | Saint-Denis                                                            | Francia                                                                | 1 – 1 dts                                                              | Irlanda                                                                | Qual. Mondiali 2010                                                    | -                                                                      | 56’                                                                    |
| 26-5-2010                                                              | Lens                                                                   | Francia                                                                | 2 – 1                                                                  | Costa Rica                                                             | Amichevole                                                             | -                                                                      | 84’                                                                    |
| 30-5-2010                                                              | Radès                                                                  | Tunisia                                                                | 1 – 1                                                                  | Francia                                                                | Amichevole                                                             | -                                                                      | 63’                                                                    |
| 4-6-2010                                                               | Saint-Pierre                                                           | Francia                                                                | 0 – 1                                                                  | Cina                                                                   | Amichevole                                                             | -                                                                      | 62’                                                                    |
| 11-6-2010                                                              | Città del Capo                                                         | Uruguay                                                                | 0 – 0                                                                  | Francia                                                                | Mondiali 2010 - 1º turno                                               | -                                                                      | 85’                                                                    |
| 17-6-2010                                                              | Bloemfontein                                                           | Francia                                                                | 0 – 2                                                                  | Messico                                                                | Mondiali 2010 - 1º turno                                               | -                                                                      | 46’                                                                    |
| 22-6-2010                                                              | Bloemfontein                                                           | Francia                                                                | 1 – 2                                                                  | Sudafrica                                                              | Mondiali 2010 - 1º turno                                               | -                                                                      | 46’                                                                    |
| 6-9-2013                                                               | Tbilisi                                                                | Georgia                                                                | 0 – 0                                                                  | Francia                                                                | Qual. Mondiali 2014                                                    | -                                                                      | 62’                                                                    |
| 11-10-2014                                                             | Parigi                                                                 | Francia                                                                | 2 – 1                                                                  | Portogallo                                                             | Amichevole                                                             | -                                                                      | 90’                                                                    |
| 14-10-2014                                                             | Erevan                                                                 | Armenia                                                                | 0 – 3                                                                  | Francia                                                                | Amichevole                                                             | 1                                                                      | 87’                                                                    |
| 14-11-2014                                                             | Rennes                                                                 | Francia                                                                | 1 – 1                                                                  | Albania                                                                | Amichevole                                                             | -                                                                      | 70’                                                                    |
| 18-11-2014                                                             | Marsiglia                                                              | Francia                                                                | 1 – 0                                                                  | Svezia                                                                 | Amichevole                                                             | -                                                                      | 68’                                                                    |
| 13-11-2015                                                             | Saint-Denis                                                            | Francia                                                                | 2 – 0                                                                  | Germania                                                               | Amichevole                                                             | 1                                                                      | 71’                                                                    |
| 17-11-2015                                                             | Londra                                                                 | Inghilterra                                                            | 2 – 0                                                                  | Francia                                                                | Amichevole                                                             | -                                                                      | 57’                                                                    |
| 25-3-2016                                                              | Amsterdam                                                              | Paesi Bassi                                                            | 1 – 2                                                                  | Francia                                                                | Amichevole                                                             | -                                                                      | 73’                                                                    |
| 29-3-2016                                                              | Saint-Denis                                                            | Francia                                                                | 4 – 2                                                                  | Russia                                                                 | Amichevole                                                             | 1                                                                      | 79’                                                                    |
| 30-5-2016                                                              | Nantes                                                                 | Francia                                                                | 3 – 2                                                                  | Camerun                                                                | Amichevole                                                             | -                                                                      | 65’                                                                    |
| 4-6-2016                                                               | Longeville-lès-Metz                                                    | Francia                                                                | 3 – 0                                                                  | Scozia                                                                 | Amichevole                                                             | -                                                                      | 63’                                                                    |
| 15-6-2016                                                              | Marsiglia                                                              | Francia                                                                | 2 – 0                                                                  | Albania                                                                | Euro 2016 - 1º turno                                                   | -                                                                      | 77’                                                                    |
| 19-6-2016                                                              | Lilla                                                                  | Svizzera                                                               | 0 – 0                                                                  | Francia                                                                | Euro 2016 - 1º turno                                                   | -                                                                      |                                                                        |
| 26-6-2016                                                              | Lione                                                                  | Francia                                                                | 2 – 1                                                                  | Irlanda                                                                | Euro 2016 - Ottavi di finale                                           | -                                                                      | 73’                                                                    |
| 3-7-2016                                                               | Saint-Denis                                                            | Francia                                                                | 5 – 2                                                                  | Islanda                                                                | Euro 2016 - Quarti di finale                                           | -                                                                      | 60’                                                                    |
| 7-7-2016                                                               | Marsiglia                                                              | Germania                                                               | 0 – 2                                                                  | Francia                                                                | Euro 2016 - Semifinale                                                 | -                                                                      | 78’                                                                    |
| 10-7-2016                                                              | Saint-Denis                                                            | Portogallo                                                             | 1 – 0 dts                                                              | Francia                                                                | Euro 2016 - Finale                                                     | -                                                                      | 78’                                                                    |
| 1-9-2016                                                               | Bari                                                                   | Italia                                                                 | 1 – 3                                                                  | Francia                                                                | Amichevole                                                             | -                                                                      | 46’                                                                    |
| 7-10-2016                                                              | Parigi                                                                 | Francia                                                                | 4 – 1                                                                  | Bulgaria                                                               | Qual. Mondiali 2018                                                    | -                                                                      | 72’                                                                    |
| 10-10-2016                                                             | Amsterdam                                                              | Paesi Bassi                                                            | 0 – 1                                                                  | Francia                                                                | Qual. Mondiali 2018                                                    | -                                                                      | 79’                                                                    |
| Totale                                                                 |                                                                        | Presenze                                                               | 36                                                                     |                                                                        | Reti                                                                   | 7                                                                      |                                                                        |

| Cronologia completa delle presenze e delle reti in nazionale ― Francia olimpica | Cronologia completa delle presenze e delle reti in nazionale ― Francia olimpica | Cronologia completa delle presenze e delle reti in nazionale ― Francia olimpica | Cronologia completa delle presenze e delle reti in nazionale ― Francia olimpica | Cronologia completa delle presenze e delle reti in nazionale ― Francia olimpica | Cronologia completa delle presenze e delle reti in nazionale ― Francia olimpica | Cronologia completa delle presenze e delle reti in nazionale ― Francia olimpica | Cronologia completa delle presenze e delle reti in nazionale ― Francia olimpica |
| Data                                                                            | Città                                                                           | In casa                                                                         | Risultato                                                                       | Ospiti                                                                          | Competizione                                                                    | Reti                                                                            | Note                                                                            |
| ------------------------------------------------------------------------------- | ------------------------------------------------------------------------------- | ------------------------------------------------------------------------------- | ------------------------------------------------------------------------------- | ------------------------------------------------------------------------------- | ------------------------------------------------------------------------------- | ------------------------------------------------------------------------------- | ------------------------------------------------------------------------------- |
| 16-7-2021                                                                       | Seul                                                                            | Corea del Sud olimpica                                                          | 1 – 2                                                                           | Francia olimpica                                                                | Amichevole                                                                      | -                                                                               | cap. 69’                                                                        |
| 22-7-2021                                                                       | Tokyo                                                                           | Messico olimpica                                                                | 4 – 1                                                                           | Francia olimpica                                                                | Olimpiadi 2020 - 1º turno                                                       | 1                                                                               | cap.                                                                            |
| 25-7-2021                                                                       | Saitama                                                                         | Francia olimpica                                                                | 4 – 3                                                                           | Sudafrica olimpica                                                              | Olimpiadi 2020 - 1º turno                                                       | 3                                                                               | cap.                                                                            |
| 28-7-2021                                                                       | Yokohama                                                                        | Francia olimpica                                                                | 0 – 4                                                                           | Giappone olimpica                                                               | Olimpiadi 2020 - 1º turno                                                       | -                                                                               | cap.                                                                            |
| Totale                                                                          |                                                                                 | Presenze                                                                        | 4                                                                               |                                                                                 | Reti                                                                            | 4                                                                               |                                                                                 |

## Palmarès

### Club

#### Competizioni nazionali
- Coppa di Lega francese: 2

Olympique Marsiglia: 2010-2011, 2011-2012
- Supercoppa francese: 1

Olympique Marsiglia: 2011
- Campionato messicano: 5

Tigres: Apertura 2015, Apertura 2016, Apertura 2017, Clausura 2019, Clausura 2023
- Coppa del Messico: 1

Tigres: Clausura 2014
- Supercoppa del Messico: 3

Tigres: 2016, 2017, 2018

#### Competizioni internazionali
- Campeones Cup: 2

Tigres: 2018, 2023
- CONCACAF Champions League: 1

Tigres: 2020

### Individuale
- Capocannoniere della Ligue 1: 1

2008-2009 (24 reti)
- Pallone d'oro (Messico): 1

2015-2016
- Capocannoniere del Campionato messicano: 2

Clausura 2016 (13 reti), Apertura 2018 (14 reti)
- Miglior giocatore della CONCACAF Champions League: 1

2020
- Squadra della stagione della CONCACAF Champions League: 1

2020
- Capocannoniere della CONCACAF Champions League:1

2020 (6 reti)
- Capocannoniere della Coppa del mondo per club FIFA: 1

2020 (3 reti)